# Métamorphoses (moyen métrage, 2014)
Pour plus de détails, voir Fiche technique et Distribution.
Métamorphoses est un moyen métrage français réalisé par Shanti Masud et sorti en 2014.

## Fiche technique
- Titre : Métamorphoses
- Réalisation : Shanti Masud
- Scénario : Shanti Masud
- Photographie : Thomas Brémond
- Costumes : Karine Marques Ferreira
- Son :  Mathieu Descamps et Olivier Pelletier
- Montage son : Paul Jousselin
- Mixage : Matthieu Deniau
- Montage : Julie Picouleau
- Musique : Ulysse Klotz
- Société de production : Kidam
- Pays de production :  France
- Durée : 48 minutes
- Date de sortie : France - 20 janvier 2014[1]

## Distribution
- Sigrid Bouaziz
- Valentine Carette
- Friedelise Stutte
- Nicolas Maury
- Niels Schneider
- Lucas Harari
- Christophe Nanga-Oly
- Clémence Poésy

## Sélections
- Festival du cinéma de Brive 2014[2]
- Festival du film fantastique de Gérardmer 2014 (hors compétition)[3]
- Festival du nouveau cinéma de Montréal 2014[4]
- Festival international de films de femmes de Créteil 2015[5]